# Motanayakanahalli, Holenarsipur
Motanayakanahalli là một làng thuộc tehsil Holenarsipur, huyện Hassan, bang Karnataka, Ấn Độ.